# Reglament Sanitari Internacional

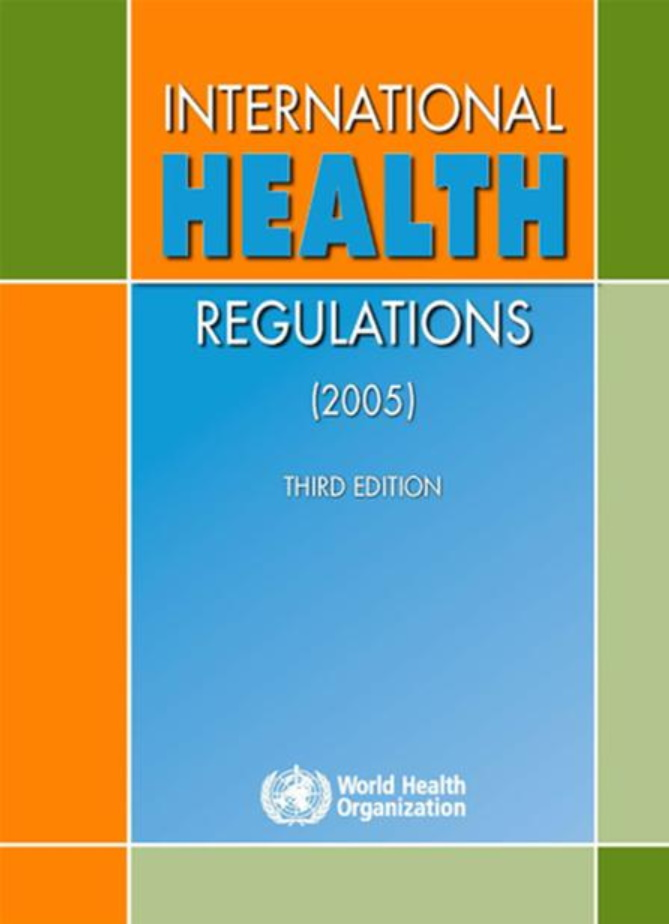
Reglament sanitari internacional (2005).

El Reglament Sanitari Internacional (RSI) és un instrument jurídic que obliga els 194 estats membres de l'Organització Mundial de la Salut (OMS), «Parts del Reglament Sanitari Internacional», a declarar les malalties que compleixin criteris epidemiològics o ecoepidemiològics d'importància internacional, seguint codis i regles harmonitzades a escala internacional per a reforçar la seguretat sanitària nacional, regional i mundial. Les primeres malalties cobertes foren la pesta, el còlera i la febre groga.
Cada país havia d'avaluar les seves capacitats en matèria de vigilància i acció abans del juny del 2009 i, posteriorment, «establir i implementar plans d'acció per a garantir que les seves capacitats essencials estiguin operatives abans del 2012».
Una vegada revisat i acabat, l'OMS pretén que l'RSI esdevingui un element important de l'acció de salut pública.

## Objectiu
En la seva versió del 2005, consisteix a «prevenir la propagació internacional de les malalties, protegir-se'n, controlar-la i reaccionar-hi mitjançant una acció de salut pública proporcionada i limitada als riscos que presenta per a la salut pública, tot evitant posar traves inútils al trànsit i el comerç internacionals».

## Frens i límits
A finals del segle XX, l'OMS constatava que:
- la resposta a aquesta obligació de declaració varia molt segons els països i els contextos, car certs governs temen reaccions de quarantenes o de precaució que puguin perjudicar els viatges, el turisme i els intercanvis comercials;[2]
- les NTIC (noves tecnologies de la informació i de la comunicació) no estan prou integrades en aquest reglament;[2]
- el reglament omet moltes malalties transmissibles crítiques per a la salut pública mundial;[2]
- el reglament omet certs riscos (risc relacionat amb les armes bacteriològiques per exemple).[2]

## Revisió de l'RSI
Ha estat proposada per l'OMS iniciada per a millorar la vigilància sanitària mundial i la lluita mundial, que necessàriament ha d'estar coordenada i incloure les zoonosis).
La primera revisió de l'RSI insisteix en una major eficàcia dels sistemes de declaració (malalties de declaració obligatòria, malalties emergents o reemergents) i un millor ús de l'Internet i la informàtica, i està sent avaluada en el marc d'un estudi pilot (dut a terme a 21 països).